# Tattva
A tattva (szanszkrit: तत्त्व) jelentése: lényeg, lényegiség, elsődleges elem. A mindenség lényegét meghatározó és teremtő alap, princípium. 
A tattvák a hindu metafizikában, főleg a szánkhja rendszerében az elsődleges elemek.

## Tantra

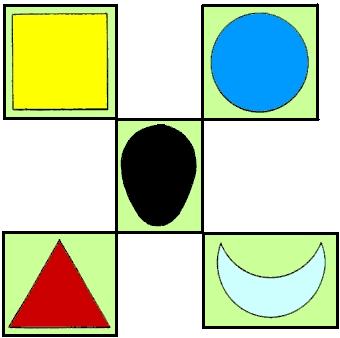
Ákása (Szellem): fekete tojás; Vayu (Levegő): kék kör; Tejas (Tűz): vörös háromszög; Apas (Víz): félhold; Prithvi (Föld): sárga négyzet

A hindu tantrizmusban öt tattva alapelem van:
1. Ákása (Szellem) – szimbóluma: fekete tojás
2. Vayu (Levegő) – szimbóluma: kék kör
3. Tejas (Tűz) – szimbóluma: vörös háromszög
4. Apas (Víz) – szimbóluma: félhold
5. Prithivi (Föld) – szimbóluma: sárga négyzet

## Szánkhja
A szánkhja rendszere a kibontakozott anyagvilágot felépítő elveket, állagokat huszonnégy tattvára, alapvető princípiumra, lényegiségre osztja.
Az individuális létezés potenciális feltételeit a tattvák határozzák meg. Egy lény, így tehát az ember is 24+1 alkotóelvből létesült. A 24+1 tattva a szánkhjában 3 csoportba sorolt:
- A 8-féle prakriti, amelyek az egyetlen prakriti kibontakozásának nyolc különböző fázisa
- A 16-féle vikára: öt buddhindrija, öt karméndrija, öt mahábhúta és a manasz (elme)

A vikára az az eszköz, amely révén az egyik szubsztancia a másikká alakul (ahogy a tejszín vajjá válik)
- egy purusa, a passzív szemlélő szellemiség, az egyéni lélek. A purusa voltaképpen azonos a dzsíva vagy átman fogalmával és csak a léleknek azt a megjelenését jelöli, amely az egyéni megtestesülésben jut kifejezésre.[3]

Az anyagvilág (prákriti) az, ami kisugározza magából a teremtettség (szarga) különböző formáit, a 25 tattvát (valóság). A megnyilvánult (vjakta), tapasztalható és a megnyilvánulatlan (avjakta) természeti világ (májá) aszerint értelmezhető, hogy a középponttól való távolsága tömörebb vagy szubtilisabb burokkal ruházza föl a tattvákat. A prákriti sugározza ki magából az individuáltság princípiumait (buddhi, ahamkára, manasz), a lét teremtőerőit. Ezek további kisugárzása az érzékek (indríják), az őselemek és a tartalmak. A prákritit a 'három anyáról' ismerjük fel. A három anya a lét tulajdonságaiban, az un. gunákban valósul meg. A szattva (megvilágosodás, öröm, boldogság), radzsasz (szenvedély, cselekvés) és tamasz (homály, sötétség, tehetetlenség) trigunája egymástól elválaszthatatlan, egymást kölcsönösen meghatározó viszonyban van. A gunák egymást elnyelik és megszülik, a maguk körforgásában függőségi helyzetet állítanak elő

## Védikus
Az ISKCON védikus világszemlélete, a „védikus fizika” szerint ezen elemek megfeleltethetők a modern fizika által számon tartott részecskékkel.
Ezen elképzelés szerint a periódusos táblázat minden (modern tudományos értelemben vett) elemének felépítésében részt vesz az öt (védikus) durva elem: a levegő, tűz, víz, föld és az éter. A védikus és a modern elemek megfeleltetése e szemlélet szerint a következő:
- tűz: elektron[6]
- víz: proton[7]
- levegő: graviton[8]
- föld: kvark[9]
- éter: nehezen meghatározható.[10]

## Fordítás
- Ez a szócikk részben vagy egészben  a   Tattva című angol Wikipédia-szócikk fordításán alapul.  Az eredeti cikk szerkesztőit annak laptörténete sorolja fel. Ez a jelzés csupán a megfogalmazás eredetét és a szerzői jogokat jelzi, nem szolgál a cikkben szereplő információk forrásmegjelöléseként.